# Apenini
Apenini (grško: Ἀπέννινα ὄρη; latinsko: Appenninus ali Apenninus Mons-edninska oblika, ki se uporablja v množini; italijansko Appennini) so gorska veriga, ki poteka vzdolž Apeninskega polotoka v Italiji, v dolžini 1200 km. Na severozahodu se naslanjajo na Ligurske Alpe pri Altare. Na jugozahodu se končajo pri obalnem mestu Reggio di Calabria na konici polotoka. Od leta 2000 si Ministrstvo za okolje Italije prizadeva vzpostaviti Apeninski Park kot evropski projekt, vanj pa bi sodili Apenini in gore severne Sicilije v skupni dolžini 1.500 km. Sistem bi tvoril lok, ki bi obdajal vzhodno obalo Ligurskega in Tirenskega morja.
Ime naj bi izhajalo iz keltske besede Penn, »gora, vrh«: A-Penn-inus, kar naj bi označevalo severno Italijo v času keltske dominacije v 4. stoletju pred našim štetjem ali prej. Ime se je prvotno uporabljalo za severni del Apeninov. Vendar pa so v preteklosti jezikoslovci nikoli niso našli ustrezne izpeljave. Wilhelm Deecke na primer pravi: »... etimologija je vprašljiva, nekateri menijo da izhaja iz Ligurijskega-keltskega Pen ali Benom , kar pomeni, gorski vrh.«
Po gorovju se imenuje Apeninski polotok, ki predstavlja velik del Italije. Večinoma so zeleni, čeprav eno stran z najvišjim vrhom Corno Grande delno pokriva ledenik Calderone, edini ledenik v Apeninih. Ta se krči že od leta 1794. Južni del gorovja je polsušno. Vzhodna pobočja proti Jadranskemu morju so strma, medtem ko so zahodna pobočja prijaznejša, zato se večina italijanskih mest nahaja prav na njih. Posamezni deli gorovja se lokalno imenujejo po pokrajini v kateri se nahaja, na primer Ligurijski Apenini v Liguriji. Ker deželne meje niso bile vedno enake, poimenovanje povzroča nekaj zmede glede na to, kje so gorski meje.

## Geografija
Apenini so razdeljeni v tri območja: severno (italijansko: Appennino settentrionale), centralno (Appennino centrale) in južno (Appennino meridionale).
Skozi Apenine vodijo številne dolge pohodne poti. Omeniti je evropsko pešpot E1, ki prihaja iz severne Evrope in prečka severne in osrednje Apenine. Velika italijanska pot se začne v Trstu in po vijuganju prek alpskega loka preide celoten apeninski sistem, Sicilijo in Sardinijo.

### Severni Apenini
Severni Apenini se raztezajo v dolžini okoli 500 km preko severne in centrale Italije v smeri SZ-JV in so sestavljeni iz treh gorskih verig: Ligurski (Appennino Ligure), Toskanski (Appennino toscano) in Umbrijski Apenini (Appennino Umbrio).

#### Ligurski in Toskanski Apenini
Ligurski Apenini se začno ob Ligurskem morju v Genovskem zalivu, od približno Savone v zgornji dolini reke Bormida do okoli La Spezia (prelaz La Cisa), ki pripada zgornji dolini reke Magra. Greben sledi Genovskemu zalivu, ki ga ločuje od zgornje Padske nižine. Severozahodna meja sledi liniji reke Bormida do kraja Acqui Terme. Tam se reka nadaljuje proti severovzhodu do kraja Alessandria v Padski nižini, nakar jo gore preusmerijo proti jugovzhodu.
Zgornjo dolino reke Bormida se lahko doseže po več cestah, ki tečejo pod pravim kotom na obalo jugozahodno od Savone, pri čemer je glavna Autostrada Torino-Savona. Po njej se povzpnemo do Bocchetta di Altare, včasih imenovano tudi Colle di Cadibona (436 m n. m. v.), kjer je meja med Ligurskimi Alpami na zahodu in Ligurskimi Apenini. Bronasta tabla, pritrjena na kamen, označuje vrh prelaza. V bližini so ostanki stare ceste in ruševine nekdanje utrdbe.
Pri kraju Carcare se glavna cesta priključi zgornji dolini Bormida (Bormida di Millare) preden se obrne proti zahodu. Scrivia, Trebbia Taro in Tanaro (Tanarus) so pritoki reke Pad in odmakajo severovzhodna pobočja. Območje vsebuje ducate vrhov. Proti jugu leži Naravni regijski park Aveto z goro Monte Penna. V bližini je najvišja točka Ligurijskih Apeninov, Monte Maggiorasca s 1780 m.
Glavna in edina primerna kopna pot, ki povezuje obalno ravan Ligurije in severno italijansko ravnico teče preko Bocchetta di Altare, ki je bila vedno strateškega pomena. Razne utrdbe še iz antičnih časov, pričajo o tem. Trenutno pa Trenitalia, državni železniški sistem, zelo razvit na obalni ravnici, prehaja gore rutinsko prek številnih železniških predorov, med njimi pod prelazom Giovi.
Jugovzhodna meja Ligurijskih Apeninov je reka Magra, ki teče v smeri Tirenskega morja južno od La Spezie v reko Taro, ki teče v nasprotni smeri, in se zliva v reko Pad. Razvodje med obema zgornjima rečnima dolinama je Passo della Cisa (prelaz Cisa). Pod njim skozi dva predora poteka Autostrada della Cisa med Spezio in Parmo.
Na prelazu Cisa se gorska veriga obrne proti jugovzhodu in prečka polotok na meji med deželama Emilijo - Romanjo in Toskano. Imenujejo jo tudi Toskansko-emilijanski Apenini zahodno od prelaza Futa in Toskansko-romanjolski Apenini vzhodno od prelaza ali samo Toskanski Apenini. Segajo do zgornjega toka reke Tibere. Najvišji vrh je Monte Cimone z 2165 m.
Ločen greben so Apuanske Alpe, ki potekajo na jugozahod do meje na obali južno od La Spezia. Ali jih je treba obravnavati kot del Apeninov je stvar različnih mnenj. Vsekakor pa so del Apeninskega sistema. Topografsko le dolina reke Serchio, ki teče vzporedno z obalo in se izliva v Tirensko morje severno od Pise, ločuje Apuanske Alpe od Apeninov. Geološko so kamnine nekoliko drugačne sestave: marmor. Rimska industrija marmorja je osredotočena okoli Carrare.
Ker Toskanski Apenini delijo polotok med Padsko nižino in ravnice in griče Toskane in Lacija, je povezava med njimi bistvenega pomena za politično in gospodarsko enotnost. V preteklosti so Rimljani uporabljali cesto Via Flaminia med Rimom in Riminijem. Razdalja med Firencami v Toskani in Bologno v Emiliji-Romanji je krajša prek gora, ampak precej bolj zahtevna v razgibanem terenu, kar v antiki ni bilo izvedljivo. Železniške proge so bile zgrajene v gorah v začetku 19. stoletja, a so bile nizkih zmogljivosti in redke.
Od leta 1856 je bila zgrajena serija predorov za železniško progo Bologna-Firence. Linija Porrettana je začela obratovati leta 1864, Direttissima leta 1934 in leta 1996 proga visokih hitrosti. Na tej je nekaj ducatov predorov, najdaljši je predor Voglia s 16.757 km. Najdaljši na Direttissimi je Veliki apeninski predor, ki je dolg 18,5 km in je najdaljši v Italiji (predor Simplon, ki povezuje Italijo in Švico, je sicer daljši). Trenutno poteka avtomobilski promet po Autostrada del Sole, cesti št. A1, ki poteka skozi številne krajše predore, ob stari cesti, prvotno rimski, preko prelaza Futa.
Najjužnejša meja Toskansko-romanjolskih Apeninov je približno linija Foreste Casentinesi, Monte Falterona, Narodni park Campigna. Tromeja med Emilijo-Romanjo, Toskano in Marke je na južnih pobočjih Monte Fumaiolo, iz katere izvira Tibera. Gora je najbolj južno v Emiliji-Romanji.

#### Umbrijski Apenini
Reka Tibera pri Rimu teče od severovzhoda proti jugozahodu, in se izliva v Tirensko morje pravokotno na obalo. Zgornja Tibera pa teče od severozahoda proti jugovzhodu in se postopoma obrne pod pravim kotom v smeri urinega kazalca. Na severu Val Tevere (dolina Tibere), globoka dolina, ločuje Umbrijske Apenine na levem bregu od manjših Toskanskih (anti- ali sub-Apenini) na njeni desni. Ti in nekaj Val Tevere so del Toskane, ki je bila včasih obdana z reko Arno, reko Tibero in obalo, vendar je izgubila ozemlje okoli Tibere od Lacija in Umbrije. Lacij sega skoraj do Tibere. Val Tevere je predvsem v Umbriji.
Val Tevere se začne od avtoceste A1 (Autostrada del Sole) v bližini Monte Rotondo severno od Rima in spremlja potek reke do točke, kjer zadnjič priteče iz Lago di Cabara v bližini kraja Baschi in potem se obrne v dolino reke Paglia. Severno od jezera potek reke Tibere zaznamuje avtocesta E45 skoraj do izvira pri kraju Falera, na pobočjih Monte Fumaiolo. To mesto je že v Emiliji-Romanji. Od tu so celotna vzhodna pobočja Apeninov v deželi Marke.
Južno od Monte Fumaiolo Tibera vstopi v Toskano. Prečka umbrijsko mejo v bližini San Giustino in ostaja v njej, ter tvori del meje med Umbrijo in Lacijem na jugu, kjer vstopi v Lacij v bližini Castello delle Formiche. Skozi stoletja so se te meje spreminjale, predvsem na račun Toskane. Posledično je prišlo do precejšnje nenatančnosti pri določanju Umbrijskih Apeninov in s tem najvišjega vrha v njih. Gore v Umbriji in Marke so tako obširne in zapletene, ne potekajo vzporedno, da je meje težko postaviti. Različni avtorji zagovarjajo različne teorije. Na splošno pa velja, da se Umbrijski Apenini nahajajo predvsem v Umbriji, medtem ko se velik del gora v Marke šteje v Centrale Apenine.
Merriam-Webster's Geographical Dictionary definira Umbrijske Apenine kot da se razširijo od izvira Tibere na prelazu Scheggia, na vzhodu so omejeni z mejo med Umbrijo in Marke, ki poteka vzdolž razvodja. Podobno jih Alto Tevere začne v bližini meje med Toskano in Emilijo-Romanjo. Prelaz je točka, kjer je rimska Via Flaminia prečkala razvodje na višini 575 m. Izhajajoč iz Riminija na jadranski obali stara cesta sledi obali proti jugu do kraja Fano, nato pa zavije v celinski del in gre ob reki Metauro do kraja z imenom Ponti di Traiano, nato pa navzgor ob reki Candigliano do Acqualagna in ob reki Burano do Cagli (starodavni Cales). Tukaj Via Flaminia zavije proti jugu, danes v bližino avtoceste SP3, ki prečka pobočje Monte Fiume in prispe na prelaz. To je najjužnejša meja Umbrijskih Apeninov, po slovarju. S prelaza gre navzdol v Gualdo Tadino (Tadinium). Gubbio leži vzhodno od Val Tevere.
Regija, ki jo določa omenjeni slovar vključuje Monte Nerone (1526 m), ki je pravzaprav v Marke. Južno od prelaza iste verige je ta v Umbriji in vključuje številne parkovne površine za katere Italijani menijo, da sodijo v severne Apenine. Projekt LOTO (Landscape Opportunities for Territorial Organization), nedavna pilotna študija za regionalno načrtovanje krajine, ki jo izvaja Evropski inštitut za kulturne poti (agencija Evropske unije) , se preprosto imenuje Apenine Ridge dežele Umbrije, ki je locirana v »osrednjih in severnih gorah Apeninov". Zahodni del tega pogorja je, po mnenju nekaterih, tudi Parco del Monte Cucco (1566 m), ki obsega tudi prelaz ob cesti na umbrijski strani grebena proti jugu do Fossato di Vico. Južneje so Parco del Monte Subasio okoli Assisija in Parco di Colfiorito na meji z Marke.

### Centralni Apenini
Apeninski sistem tvori nepravilen lok s središčem ukrivljenosti v Tirenskem morju. Severni in južnih segmenti obsegajo vzporedne verige, ki jih je mogoče obravnavati kot enoten skupen gorski greben, kot je primer Ligurijskih Apeninov. Center, ki je širši in bolj kompleksen, se geološko deli na notranji in zunanji lok glede na središče ukrivljenosti. Geološka definicija pa ni ista kot geografska.
Glede na vrsto kamnin in orogenezo, je severni segment loka razdeljen na Zunanje Severne Apenine in Notranje Severne Apenine. Notranji se nahajajo v Toskani in Umbriji in se dobro ujemajo z geografijo, ki vsebuje Apuanske Alpe in Umbrijske Apenine. Zunanje sestavljajo zunanji Ligurski, Toskansko-Emilijanski in pol Centralnih Apeninov. Centralni Apenini, ki se imenujejo tudi Visoki Apenini, so zato razdeljeni na umbrijsko-markeški (Appennino umbro-marchigiano) ali Rimski Apenini na severu in Abruci Apenini (Appennino Abruzzese) na jugu.

#### Umbrijsko-Markeški Apenini
Obstaja naravna meja med Severnimi in Centralnimi Apenini: pas izoliranih ligurskih kamnin, sledi Val Marecchia ("Dolina reke Marecchia") na meji med prelazi, Toskana, poteka skozi Monti Rognosi in Arezzo v Toskani. Če se razširi to linijo, bi se dotaknila severne konice Korzike. Pomembna je meja na vzhodnih obronkih Apeninov, kjer se nahaja južno od meje med Marke in Emilijo-Romanjo. Zahodna meja Umbrijsko-Markeških Apeninov  teče skozi Cagli. Proti jugu se razširi do reke Tronto, južni meji Notranjih Severnih Apeninov.
Na severovzhodu območja, se nahaja Republika San Marino na pobočjih Monte Titano. Najvišji vrh, Monte Vettore s 2478 m, je del Monti Sibillini, vključen v Parco Nazionale dei Monti Sibillini. Naprej je Parco Sasso Simone e Simoncello  in južneje Parco naturale regionale Gola della Rossa di Frasassi, v katerem so Gola della Rossa ("Rdeči kanjon") in jame Frasassi. Italijanski Park Service ga imenuje "zeleno srce" Italije. Regija je močno gozdnata, kjer je tudi Riserva Naturale Statale Gola del Furlo, v kateri se nahaja prelaz Furlo na Via Flaminia. Tako Etruščani kot Rimljani so tukaj zgradili predore.

#### Abruci Apenini
Abruci Apenini se nahajajo v deželi Abruci, Molise (formalno del Abrucija) in jugovzhodnem Laciju in vsebujejo najvišje vrhove in zelo razgiban teren Apeninov. Ti so znani v zgodovini kot ozemlje italskih ljudstev, prvih poražencev mesta Rim. Po naključju so živeli v treh vzporednih gubah ali verigah preživelih iz orogeneze. Te verige v severozahodni-jugovzhodni smeri, tečejo od reke do reke Tronto so reke Sangro, ki odteka v Jadransko morje. Obalni griči na vzhodu se raztezajo med San Benedetto del Tronto na severu in Torino di Sangro na jugu.
Vzhodna veriga je sestavljena večinoma iz južnega dela Monti Sibillini, Monti della Laga, masiva Gran Sasso d'Italia in masiva Majella. Med njimi sta dva narodna parka: Gran Sasso e Monti della Laga National Park in narodni park Majella ter regijski park Monti Simbruini. Gran Sasso vsebuje Corno Grande, najvišji vrh Apeninov.
Druge značilnosti med zahodnim in centralnim gorovjem so planota Rieti, dolina Salto in Lago Fucino. Med centralnim in vzhodnim gorovjem sta dolini Aquili in Sulmona. Največja reka na zahodu je Nera, s svojimi pritoki Velino, Salto in Aniene, ki sta spadajo v porečje Tibere. Na vzhodu je nekaj manjših rek, ki se izlivajo v Jadransko morje, njihovi izviri pa so približno 20 km oddaljen: to so Potenza, Chienti, Tenna, Tronto, Tordino, Vomano in druge. Pescara, v katero se izliva Aterno iz severozahoda in Gizio od jugovzhoda ter Sangro so bolj pomembne.
Centralne Apenine prečka železniška proga iz Rima v Pescaro preko Avezzana in Sulmona: železnica iz Orte do Ternija (in od tam v Foligno) sledi dolini reke Nera, medtem ko se linija iz Ternija vzpne na planoto Rieti in od tod prečka osrednjo verigo Aquili, od koder sledi dolini Aterna do Sulmona. V starih časih so Via Salaria, Via Caecilia in Via Valeria-Claudia potekale od Rima do jadranske obale. Vulkanske gore dežele Rim so ločene od Apeninov z dolino Tibere. Monti Lepini so del vulkanske verige v dolinah Sacco in Liri.

### Južni Apenini
V južnih Apeninih, južno od doline Sangro, so tri vzporedne verige razdeljene v manjše skupine; med njimi je treba omeniti Matese z najvišjo točko Monte Miletto (2050 m). Največji reki na jugozahodu sta Liri ali Garigliano s pritoki Sacco, Volturno, Sebeto, Sarno, na severu pa Trigno, Biferno in Fortore
Rt Monte Gargano na vzhodu, je bil popolnoma izoliran, zato je Kampanjski vulkanski lok blizu Neaplja. Od severozahoda proti jugovzhodu poteka železnica od Sulmona do Benevento in do Avellino, in od jugozahoda na severovzhod železnica iz Caianello preko Isernia v Campobasso in Termoli, od Caserta za Benevento in Foggie in od Nocera Inferiore in Avellino do Rocchetta S. Antonio do križišča Foggia, Spinazzola in Potenza. Rimske ceste sledijo istim smerem kot železnice. Via Appia je tekla od Capua proti Benevento, od koder je šla starejša cesta v Venosa in Taranto in tudi Brindisi, medtem ko je Via Traiana potekala skoraj do Foggie in od tam v Bari.
Dolina reke Ofanto, ki teče v Jadransko morje v bližini Barletta, zaznamuje severno mejo prve verige Lucanianskih Apeninov (zdaj Bazilikata), ki poteka od vzhoda proti zahodu, medtem ko se južno od doline reke Sele (na zahodu) in Basento (na vzhodu) začne druga veriga od severa proti jugu do planote Sibari. Najvišja točka je v Monte Pollino (2233 m). Največje reke so Sele, izliva se v Negro in Calore na zahodu, Bradano, Basento, Agri, Sinni na vzhodu, ki se izlivajo v zaliv Taranto; južno obstajajo samo nepomembni potoki, ki se izlivajo v morje, saj se tu širina polotoka zmanjša okoli 64 kilometrov.
Železnica poteka južno od Sicignano do Lagonegro, načrtovan je podaljšek do Cosenza, vzdolž črte, ki ji sledi starodavna Via Popilia, ki je dosegla zahodno obalo pri Terini in od tam nadaljevala do Reggia. Via Herculia, del Via Traiana, je potekala od Aequum Tuticum do starodavnega Neruluma. Na najožjem delu planote Sibari, skozi katero reki Coscile in Crati pritečeta v morje, se pojavi na vzhodni obali in poteka pol poti po polotoku. Tu se nehajo apnenčasti Apenini in začnejo granitne gore Kalabrije.
Prva skupina se razširja tako daleč kot sega ožina, ki jo tvorijo zalivi Južni Eufemije in Squillace; znana kot Sila z najvišjo točko 1930 metrov (Botte Donato). Gozdovi s katerimi je bila pokrita v davnih časih so nudili Grkom in Sicilijancem les za ladjedelništvo. Železnica iz Južne Eufemije do Catanzaro in Catanzaro Marina prečka ožino, starodavna cesta je lahko potekala od Squillace do Monteleone. Druga skupina se razteza na južnem delu italijanskega polotoka, ki se zaključi v Aspromonte (1960 m) vzhodno od Reggio di Calabria. V obeh skupinah so reke povsem nepomembno.

## Ekologija

### Vegetacijski pasovi

#### Ekoregije
- severni in centralni Apenini: apeninski listnat gorski gozd (zmerno širokolistni in mešani gozdni biom)
- od severa do juga: italijanski sklerofilni in pol-listopadni gozdovi (sredozemski gozd, gozdnata pokrajina in grmovje)
- južni Apenini: južni apeninski mešani gorski gozdovi (tudi mediteranski biom)

Število vrst vaskularnih rastlin v Apeninih je bila ocenjena na 5.599 - 728, ki so (23,6%) na gozdni meji ekotona. V celotni Apeninski verigi prevladujejo hemikriptofiti (zelnate trajnice, ki obnavljajo nadzemne dele, brsti so pri tleh, pogosto so pokriti z odmrlimi deli).

#### Alpski pas
Nad drevesno mejo so predvsem montanska travišča in grmovje; zmerno širokolistni in mešani gozdovi in sredozemski gozd, gozdnata pokrajina in grmičevja sta pod njo. Drevesno mejo v Apeninih je mogoče najti v območju 1600 m  do 2.000 m. Približno 5% območja, ki ga pokrivajo Apeninih je blizu ali nad gozdno mejo. Snežna meja je na približno 3200 m, pri čemer je večina Apeninov pod njo, razen v enem preostalem ledeniku. Sneg lahko pade od oktobra do maja. Padavine naraščajo z zemljepisno širino. Podnebje je, odvisno od nadmorske višine in širine, oceansko in sredozemsko.

## Geologija
Apenini so bili ustvarjeni z Apeninsko orogenezo, ki se je začela v začetku neogena (pred okoli 20 milijonov let, srednji miocen), ki se nadaljuje še danes. Geografsko so delno ali se zdi, neprekinjen sistem Alp. Pred eksplozijo podatkov na to temo številnih avtorjev po letu 2000, se je pristop do porekla Apeninov in Alp spremenil. Apenini niso isti sistem in nimajo istega izvora kot Alpe. Alpe so starejše in so se dvignile iz morja.
Obe gorovji, Alpe in Apenini, vsebujejo predvsem sedimentne kamnine, ki izhajajo iz sedimentacije starodavnega morja Tetida v mezozoiku. Gibanje Afriške litosferske plošče proti severu in njeno trčenje z Evrazijsko ploščo je povzročilo Alpsko orogenezo, ki se je začela v poznem mezozoiku. Pas gora sega od Španije do Turčije v približno smeri vzhod-zahod in vključuje Alpe. Apenini, ki so precej mlajši, se raztezajo od severozahoda proti jugovzhodu in niso del alpske verige.
Ključni dokaz o razliki je geološko obnašanje Padske nižine v severni Italiji. Kompresijske sile so delovale od severa proti jugu v Alpah in od juga proti severu v Apeninih, toda namesto da bi jo stisnilo v gorko dolino, se je sesedla 1 do 4 mm  na leto, približno 25 mio let preden so obstajali Apenini. Zdaj je znano, da niso posledica erozije, ampak gre za podrivanje litosferskih plošč (Jadranske pod Evrazijsko). Alpe in Apenini so bili vedno ločeni od Jadranskega jarka in nikoli niso bili del istega sistema.

### Apeninska orogeneza
Apeninska orogeneza je vrsta gradnje gora, v kateri sta dve enostavnejši vrsti kombinirani v navidezno paradoksno konfiguracijo. Včasih se to imenuje "syn-orogenska ekstenzija", ampak izraz pomeni, da pride do obeh procesov hkrati.
Projekt RETREAT  ima to posebnost, kot eno od svojih ciljnih točk. V bistvu ima vzhodna stran Italije gubanje in potisni pas s kompresijskimi silami, ki delujejo v okviru dviganja Jadranskega morja. Ta stran se imenuje Apeninsko-Jadranska kompresijska cona. Na zahodni strani Italije prevladuje narivanje in gubanje, ki jih širi ali podaljšuje skorjo pod Tirenskim morjem. Ta stran se imenuje Tirensko ekstenzijska cona. Apenini so paradoksalna provenienca, saj se tako stiskajo kot širijo, kar je posledica nedokončanega premikanja kontinentalnih plošč.

#### Cona pritiskov
Postopno pogrezanje Padske nižine (vključno z Benetkami) in pregibanjem gora vzhodne Italije so raziskovali z uporabo potresne analize Apeninskega subdukcijskega sistema. Vzdolž jadranske strani Italije se jadranska litosferska plošča potaplja pod ploščo, na kateri so Apenini, ki jih dvigujejo kompresijske sile.
Subdukcija se pojavlja vzdolž preloma, vzdolž katerega viseča stena ali prevladujoča plošča potiska drugo. Krivda za to je na dnu Apeninskega klina, z globokim utorom na površini, običajno napolnjen z usedlinami, saj se zgodi sedimentacija tu veliko hitreje kot subdukcija.
Upogib v apeninski subdukciji tvori dolg, nepravilen lok s središčem ukrivljenosti v Tirenskem morju vsled katere so nastale gore; torej vzhodna stena gore. Teče od blizu baze Ligurskih Apeninov v Padski nižini ob robu gora do Jadranskega morja, vzdolž obalnih morskih globin Jadranskega obale, celinskih pregibov v Monte Gargano odreže Apulijo, ponovno preide na morje skozi zaliv Taranto, široko okoli preostale Italijo in Sicilije in po celinski severni Afriki. Zgornji zemeljski plašč nad 250 km globoko je razdeljena v »severni apeninski lok« in »kalabrijski lok«, s kompresijskimi silami, ki delujejo v različnih smereh radialno v smeri centra ukrivljenosti loka. Tektonika pa ni enaka tisti, ki je ustvarila Alpe.

#### Cona raztezanja
Zahodno stran Italije je ustvaril sistem gubanja, kjer se zemeljska skorja razteza in tanjša, ter podriva pod Evrazijsko litosfersko ploščo. Ta subdukcija je povzročila  obsežno narivanje in gubanje, ki se imenuje alpinska subdukcija. Ta sistem prevladuje od Korzike proti vzhodu v dolino reke Tibere, zadnji dolini v tej smeri. Ta poteka približno po smeri raztezanja. Te gore so našli predvsem v Toskani, Lazio in Campania.

### Stabilnost terena
Teren v Apeninih je v veliki meri nestabilen z različnimi tipi plazov, zdrsov kamnin in naplavin, tokovi zemlje in blata in udornicami. Zavod za varstvo okolja in raziskave (Istituto Superiore per la Protezione e la Ricerca ambientale), vladna agencija, ustanovljena leta 2008 z združitvijo treh starejši agencij, je objavila posebno poročilo o zemeljskih plazovih v Italiji, ki povzema rezultate "Iffi projekta" (Il Progetto Iffi), italijanskega inventarja plazov (Inventario dei Fenomeni Franosi Italia). To je obsežna raziskava o zgodovini plazov v Italiji, ki jo je vlada začela v letu 1997. Do 31. decembrom 2007 je bilo raziskano in preslikano 482.272 plazov na več kot 20.500 km².
Poleg različnih statističnih podatkov so ugotovili, da je najbolj nestabilen teren v Apeninih, od najbolj nestabilnih vzhodnih delov Toskansko-emiliskih Apeninov, Centralnih Apeninov in vzhodni rob južnih Apeninov. Nestabilnost je primerljiva z Alpami, ki mejijo na Padsko nižino. Najbolj stabilen teren je na zahodni strani: Ligurija, Toskana, Umbrija in Lacij.

### Ledeniki
Izven masiva Gran Sasso d'Italia v Apeninih ledeniki ne obstajajo. So pa bili kar se vidi po pliocenski moreni v Basilicata.